# Bíró Dávid (szociológus)
Bíró Dávid (Budapest, 1953. február 19. –) magyar szociológus, fordító, nyelvtanár.

## Pályája
Apja Bíró Endre (1919–1989) biokémikus, anyja Gedő Ilka (1921–1985) festőművész. Az ELTE Bölcsészettudományi Karán szerzett angol–német szakos tanári oklevelet 1976-ban, majd 1984-ben szociológusi oklevelet. 1982-ben amerikanisztikából doktorált. A Zeneműkiadó Vállalat idegennyelvű levelezője (1976–1977), az Akadémiai Kiadó angol nyelvi szerkesztője és fordítója (1977–1990), 1990-től pénzügyi szakfordító, 2006-tól gimnáziumi tanár.

## Művei
- "A »teremtés koronái« és a »gyengébb nem«" Valóság, 1982/9
- "Egy új szempont a családi munkamegosztás vizsgálatához az időmérleg vizsgálatok tükrében" Szociológia, 1987/1
- Ellenkultúra Amerikában. Tények, szociológiai értékelések, Gondolat Könyvkiadó, Budapest, 1987
- Férfi és nő a mai magyar társadalomban, benyújtott kandidátusi értekezés, Budapest, 1989
- A globális felmelegedés politikatörténete, Budapest, Napvilág Könyvkiadó, 2003
- The Art of Ilka Gedő (1921-1985): Ouevre Catalogue and Documents, Budapest, Gondolat, 2003 (Társszerző: Hajdu István)
- Gedő Ilka Művészete (1921-1985): oeuvre katalógus és dokumentumok, Budapest, Gondolat, 2003, (Társszerző: Hajdu István)

## Legfontosabb fordítások
- Dee Brown: A nagy lovaskaland, epizód az amerikai polgárháborúból, Budapest, Kossuth Könyvkiadó, 1979
- Erich Fromm: Menekülés a szabadság elől, Budapest, Budapest, Akadémiai Kiadó, 1993
- Erich Fromm: Menekülés a szabadság elől, Budapest, Napvilág, 2002
- J. Markham Collins: Cashflow- és likviditás-menedzsment, Budapest, Ernst & Young, 1997 (két kiadás), 1999

## Világhálón elérhető könyvek
- Bíró Dávid: Ellenkultúra Amerikában: tények, szociológiai értékelések
- Bíró Dávid: Gedő Ilka élete és művészete
- Bíró Dávid: Ilka Gedő--The Painter and Her Work / A Background Report
- Bíró Dávid: Ilka Gedő: ihr Leben und ihre Kunst
- Bíró Dávid: A globális felmelegedés politikatörténete 1990-2015
- Bíró Dávid: A kacskaringós folyosó--Esszék, tanulmányok és recenziók, 1982-2009
- Hajdu István - Bíró Dávid: The Art of Ilka Gedő /1921-1985/ Oeuvre Catalogue and Documents
- Hajdu István - Bíró Dávid: Gedő Ilka művészete /1921-1985/ oeuvre katalógus és dokumentumok
- Bíró Dávid: Gedő Ilka művészete saját írásai, feljegyzései és dokumentumok tükrében
- Dávid Bíró: Die Kunst von Ilka Gedő im Spiegel ihrer Schriften, Notizen und anderer Dokumente
- Dávid Bíró: The Art of Ilka Gedő as Reflected in her Writings, Notes and in Other Documents

## A világhálón elérhető fordítások
- Lester R. Brown: A B-3.0 terv (Mozgósítás a civilizáció megmentésére)
- Lester R. Brown: A B-4.0 terv (Mozgósítás a civilizáció megmentésére)
- Lester R. Brown: A szakadék szélén táncoló világ, avagy hogyan lehet megakadályozni a környezeti és gazdasági összeomlást
- Lester R. Brown: Teli bolygó, üres tányérok (Az élelmiszerhiány új geopolitikája)
- Lester R. Brown: Új utakon jártam (Személyes beszámoló életemről)
- Lester R. Bown – Janet Larsen – J. Metthew Roney – Emily E. Adams: A nagy átmenet: átállás a fosszilis energiahordozókról a nap- és szélenergiára
- Erich Fromm: Menekülés a szabadság elől